# Mouzeuil-Saint-Martin
Mouzeuil-Saint-Martin település Franciaországban, Vendée megyében. Lakosainak száma 1211 fő (2022. január 1.). Mouzeuil-Saint-Martin Chaillé-les-Marais, Le Langon, Nalliers, Petosse, Pouillé és Saint-Étienne-de-Brillouet községekkel határos.

## Népesség
A település népességének változása:
| Lakosok száma | 1232 | 1249 | 1257 | 1216 | 1200 | 1194 | 1190 | 1188 | 1211 |
|               | 2013 | 2015 | 2016 | 2017 | 2018 | 2019 | 2020 | 2021 | 2022 |